# Nicola Evans
Nicola (Nikki) Evans (Clonskeagh, 17 januari 1990) is een Ierse hockeyspeler.
Evans begon op haar twaalfde met hockeyen. In januari 2010 speelde ze haar eerste interland tegen Australië. In 2018 speelt ze voor UHC Hamburg. Eerder kwam ze uit voor Clontarf HC, Railway Union HC, UCD Ladies HC en Hermes/Monkstown HC.
Evans maakte deel uit van het team dat tijdens het wereldkampioenschap van 2018 verliezend finalist was.